# Слепчани
Слепчани (словац. Slepčany) — село в окрузі Комарно Нітранського краю Словаччини. Площа села 9,35 км². Станом на 31 грудня 2015 року в селі проживало 822 жителі.

## Історія
Перші згадки про село датуються 1165 роком.

## Населення
| Рік:            | 1994. | 2004.   | 2014.   | 2024.   |
| --------------- | ----- | ------- | ------- | ------- |
| Кількість осіб: | 881   | 847     | 822     | 839     |
| Різниця:        |       | -3,85 % | -2,95 % | +2,06 % |

| Рік:            | 2023. | 2024.   |
| --------------- | ----- | ------- |
| Кількість осіб: | 796   | 839     |
| Різниця:        |       | +5,40 % |